# Billboard Top Latin Songs
A Latin Songs vagy Top Latin Songs (azelőtt Hot Latin Tracks, Hot Latin Songs: ’Forró latin slágerek’) a Billboard amerikai zenei magazin legjelentősebb latin zenei slágerlistája az Egyesült Államokban, amelyen a legjobb ötven, olasz, illetve spanyol nyelvű kislemez szerepel. A listát hetente frissítik, azonban ingyenesen csak a fele – az első 25 bejegyzés – tekinthető meg az interneten. Az 1970-es években alapították, amikor is felismerték, hogy a spanyol nyelvű dalok nagy jelentőséggel bírnak az amerikai hallgatóközönség számára. A slágerlista a latin zenét sugárzó rádiós műsorszóró állomások által játszott dalok lejátszási gyakoriságán alapszik. A daloknak ma már nem feltétlenül kell spanyol nyelven szólni.

## Művészek a legtöbb listavezető dallal
Az alábbi listán azok a művészek szerepelnek, akiknek a legtöbb 1. helyezést elért daluk volt a Billboard Hot Latin Tracks slágerlistán (zárójelben a dalok száma): 
| - Enrique Iglesias (19) - Luis Miguel (16) - Gloria Estefan (15) - Marco Antonio Solís (14) - Ricky Martin (10) - Chayanne (9) - Juanes (7) - Selena (7) - Alejandro Fernández (7) - Ana Gabriel (7) - Juan Gabriel (7) - Shakira (7) - Marc Anthony (6) - Juan Luis Guerra (5) - Maná (5) - Cristian Castro (5) - Jon Secada (5) - Luis Fonsi (5) - Thalía (4) |  | - Conjunto Primavera (4) - Rocío Dúrcal (4) - José José (4) - La Mafia (4) - Ricardo Montaner (4) - Carlos Vives (4) - Olga Tañón (3) - Obie Bermúdez (3) - Emmanuel (3) - Julio Iglesias (3) - Carlos Ponce (3) - José Luis Rodríguez El Puma (3) - Daniela Romo (3) - Natalia Oreiro (3) - Paulina Rubio (3) - Los Temerarios (3) - Yuri (3) - Wisin & Yandel (3) |

## Külső hivatkozások
- Billboard Top Latin Songs – az aktuális lista 1–25. helyezésig
- Billboard.com – a Billboard hivatalos weboldala
- Billboard en español Archiválva 2008. október 15-i dátummal a Wayback Machine-ben – a Billboard spanyol nyelvű honlapja